# Sørlandsbanen
Sørlandsbanen er navnet på en ca. 600 km lang jernbanestrækning som går fra Oslo over Kongsberg via Kristiansand til Stavanger i Norge.

## Historie
Frem til 1913 blev banen i planer og på udbyggede strækninger omtalt som Vestlandsbanen. Dette år vedtog Stortinget med 83 mod 40 stemmer at omdøbe den planlagte jernbanestrækning Oslo–Kongsberg–Kristiansand–Stavanger fra Vestlands- til Sørlandsbanen.
På lange strækninger går jernbanen inde i landet, og ikke langs den mere befolkningsrige kystlinje. Dette var for, at jernbanelinjen skulle beskyttes mod indvaderende styrker, og for at man ikke skulle kunne beskyde jernbanelinjen fra krigsskibe. Jernbanen var et vigtigt transportmiddel for transport af soldater såvel som krigsmateriel.
Bygningen af banen blev afsluttet af den tyske okkupationsmagt under 2. verdenskrig. Den 1. maj 1944 blev Sørlandsbanen åbnet for normal drift.

## Delstrækninger
- Oslo V (Vestbanestationen), fra 1989 Oslo S – Drammen – Drammenbanen (tidligere Kristiania-Drammenbanen), åbnet i 1872.
- Drammen – Hokksund (del af Randsfjordbanen), åbnet i 1866.
- Hokksund – Kongsberg, åbnet i 1871.
- Kongsberg – Bø, åbnet i 1924.
- Bø – Lunde, åbnet i 1925.
- Lunde – Drangedal, åbnet i 1927.
- Drangedal – Neslandsvatn (Kragerø), åbnet i 1927.
- Neslandsvatn – Nelaug (Arendalsbanen til Arendal), åbnet i 1935.
- Nelaug – Kristiansand, åbnet 1938.
- Kristiansand – Moi, åbnet for normal drift 1. marts 1943.
- Moi (Flekkefjord) – Egersund, åbnet 1904.
- Egersund – Stavanger – Jærbanen, åbnet i 1878.

|  | Denne artikel kan blive bedre, hvis der indsættes geografiske koordinater Denne artikel omhandler et emne, som har en geografisk lokation. Du kan hjælpe ved at indsætte koordinater i wikidata. |